# Micropterix jacobella
Micropterix jacobella és una espècie d'arna de la família Micropterigidae. Va ser descrita per Thomas de Grey, baró de Walsingham, l'any 1901.
És una espècie endèmica del Marroc i Tunísia i és probable que sigui present a Algèria.
La seva envergadura és d'uns 7.5 mm.